# Yvan Quentin
Yvan Quentin (Collombey-Muraz, Wallis kanton, 1970. május 2. –) svájci válogatott labdarúgó.
A svájci válogatott tagjaként részt vett az 1994-es világbajnokságon és az 1996-os Európa-bajnokságon.

## Sikerei, díjai
Sion
- Svájci bajnok (2): 1991–92, 1996–97
- Svájci kupa (4): 1990–91, 1994–95, 1995–96, 1996–97

Zürich
- Svájci kupa (1): 1999–2000